# Muro de escudo (castillo)

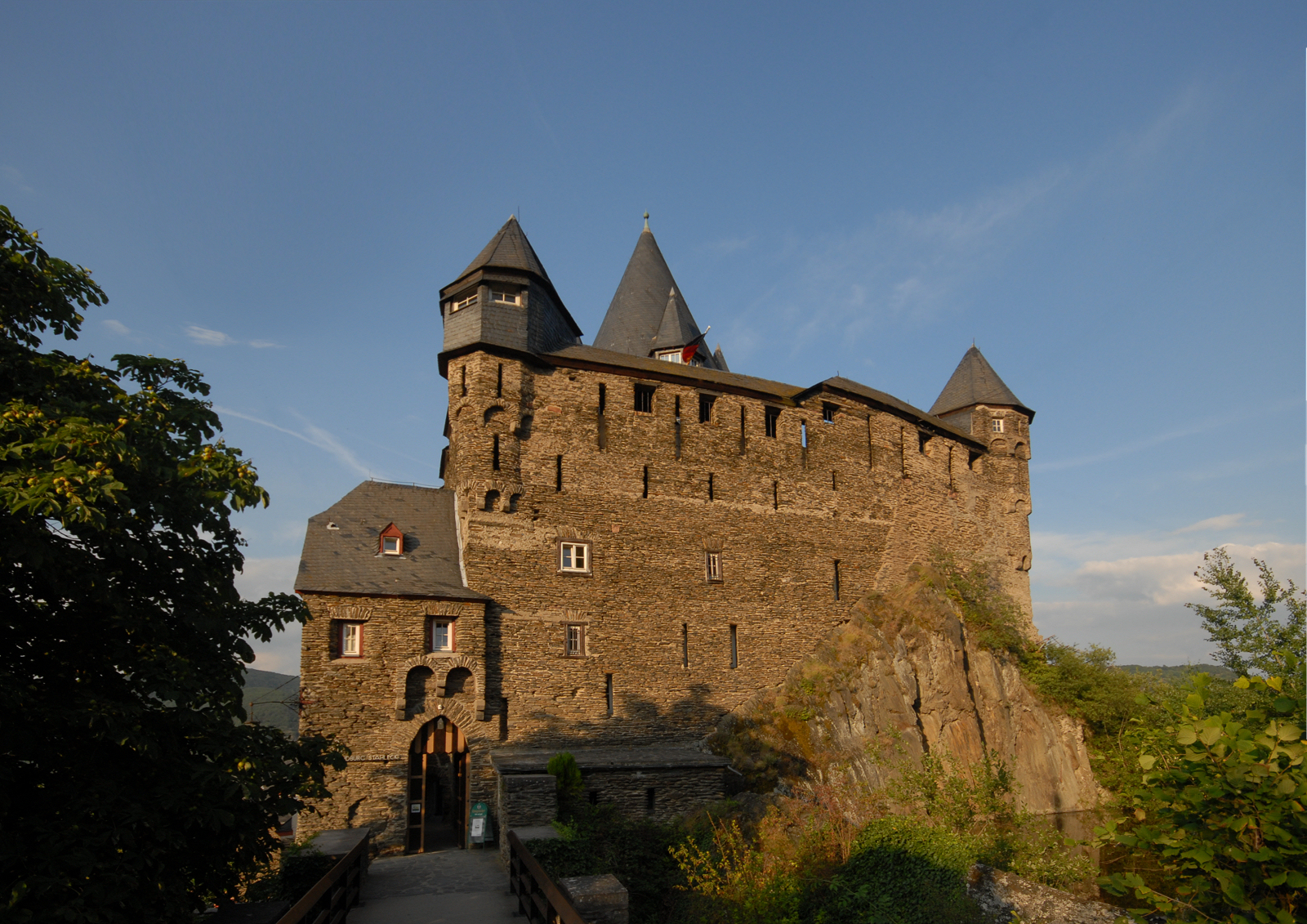
Schildmauer del castillo de Stahleck.

Un muro de escudo (en alemán: Schildmauer) se refiere a la cortina más alta y fuerte de una muralla, o a la torre de un castillo que defiende la única línea practicable de acceso a un castillo construido sobre una montaña, colina o promontorio.
Las fuentes alemanas pueden referirse a un muro de escudo que protege dos o más lados como un Hoher Mantel o Mantelmauer, que se traduce de diversas formas como "muro de manto", o "muro de pantalla alto". A menudo no existe una distinción clara y definitiva entre un muro de protección y un muro de manto.  

## Origen y descripción
Los schildmauer se encuentran en muchos castillos de montaña alemanes y austriacos, en países germanófonos o que hayan estado bajo la influencia alemana. Castillos construidos en promontorios fuera de esta zona también pueden presentar características similares, como los de Tantallon, en Escocia o Old Head en Irlanda.
La construcción de muros de escudo fue común a finales del siglo XII en Alemania y Austria y puede haber sido una reacción al uso, cada vez mayor, de pesadas máquinas de asedio como el fundíbulo. La altura de los muros protegería los edificios más allá del fuego arqueado. El grosor del muro de escudo podría ser, en casos extremos, de hasta 12 metros (39 pies), como en el castillo de Neuscharfeneck). Detrás de las almenas en la parte superior de la muralla solía haber un adarve; el muro escudo también podría estar flanqueado por dos torres fortificadas. En muchos casos, el muro de escudo reemplazó al bergfried, como en el castillo en ruinas de Sporkenburg (bosque de Westerwald o en las ruinas del Alt Eberstein cerca de la ciudad de Baden-Baden. En otros casos, como en el castillo de Liebenzell, el bergfried se construyó en el centro del muro de escudos.

## Galería

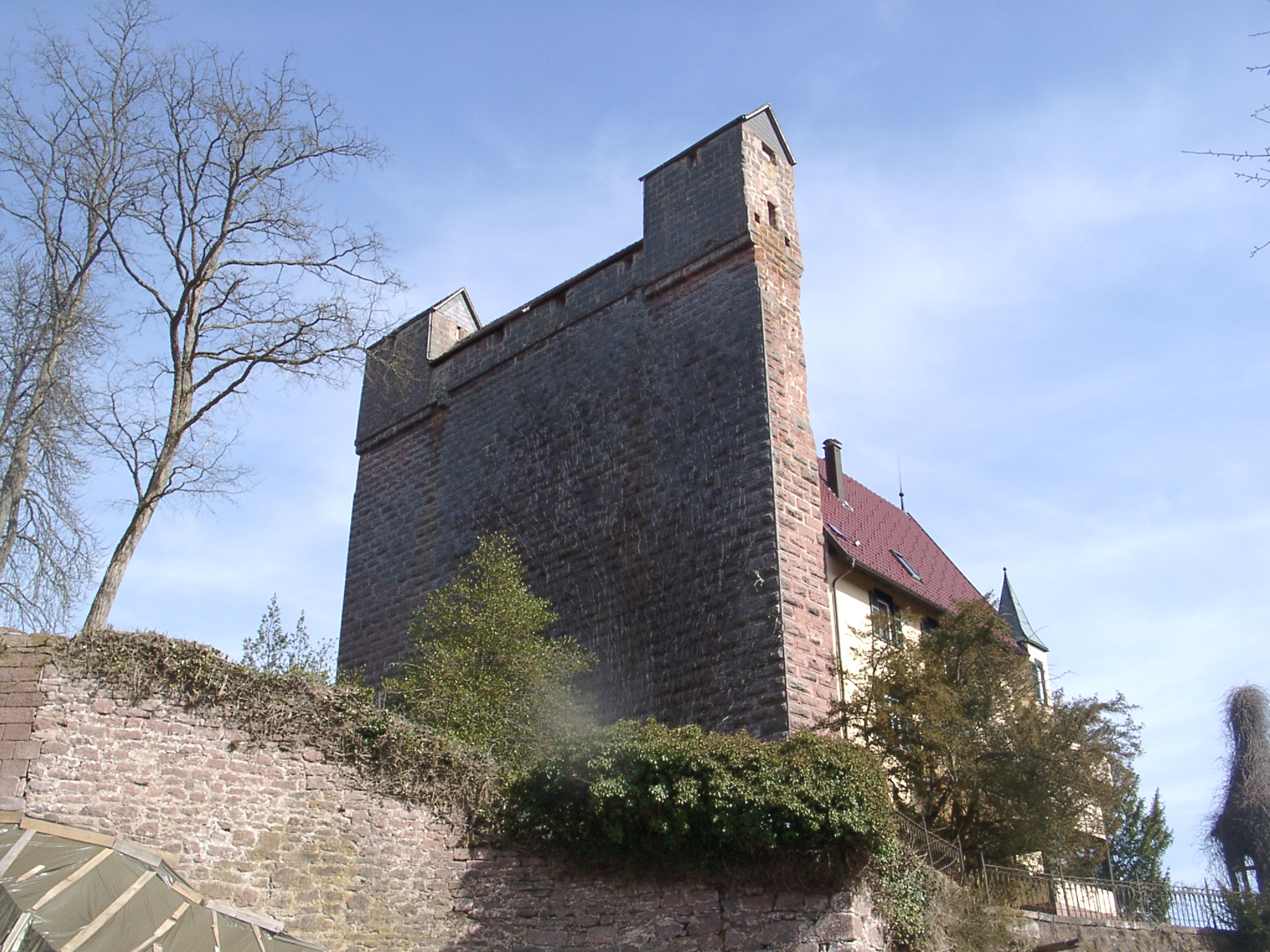
Schildmauer del castillo de Berneck en la Selva Negra.
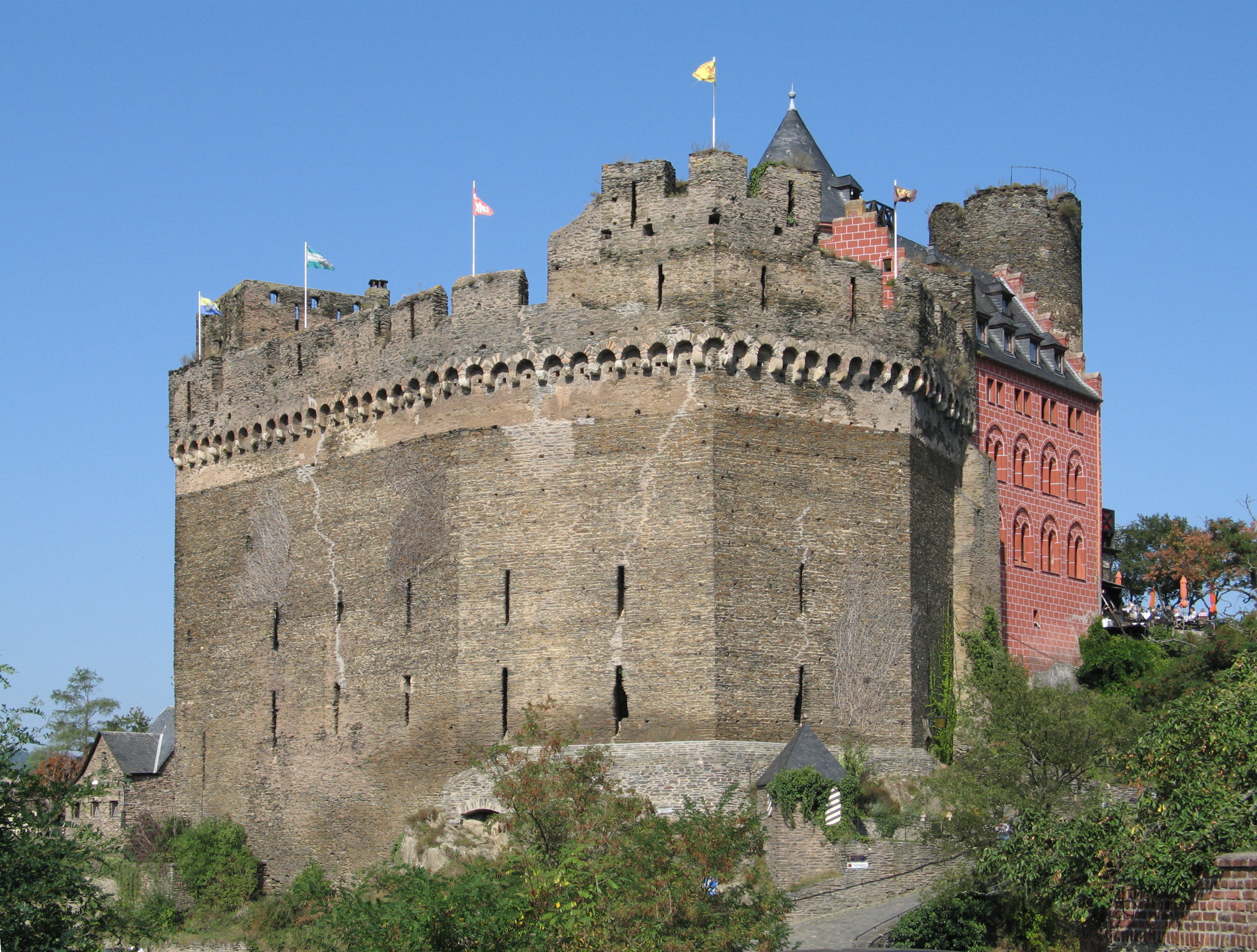
Muro de escudo del Schönburg.
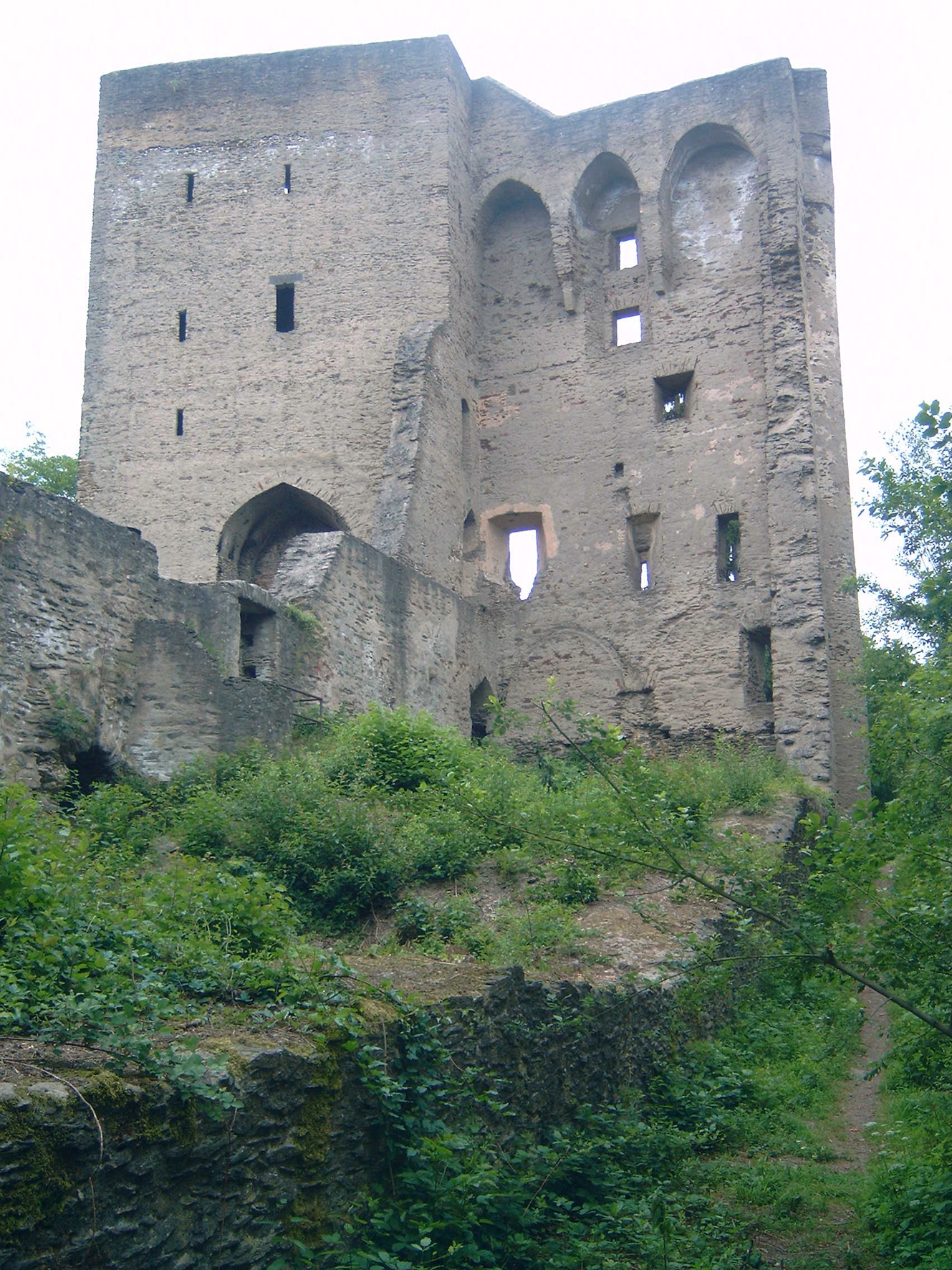
Schildmauer del castillo de Sporkenburg.
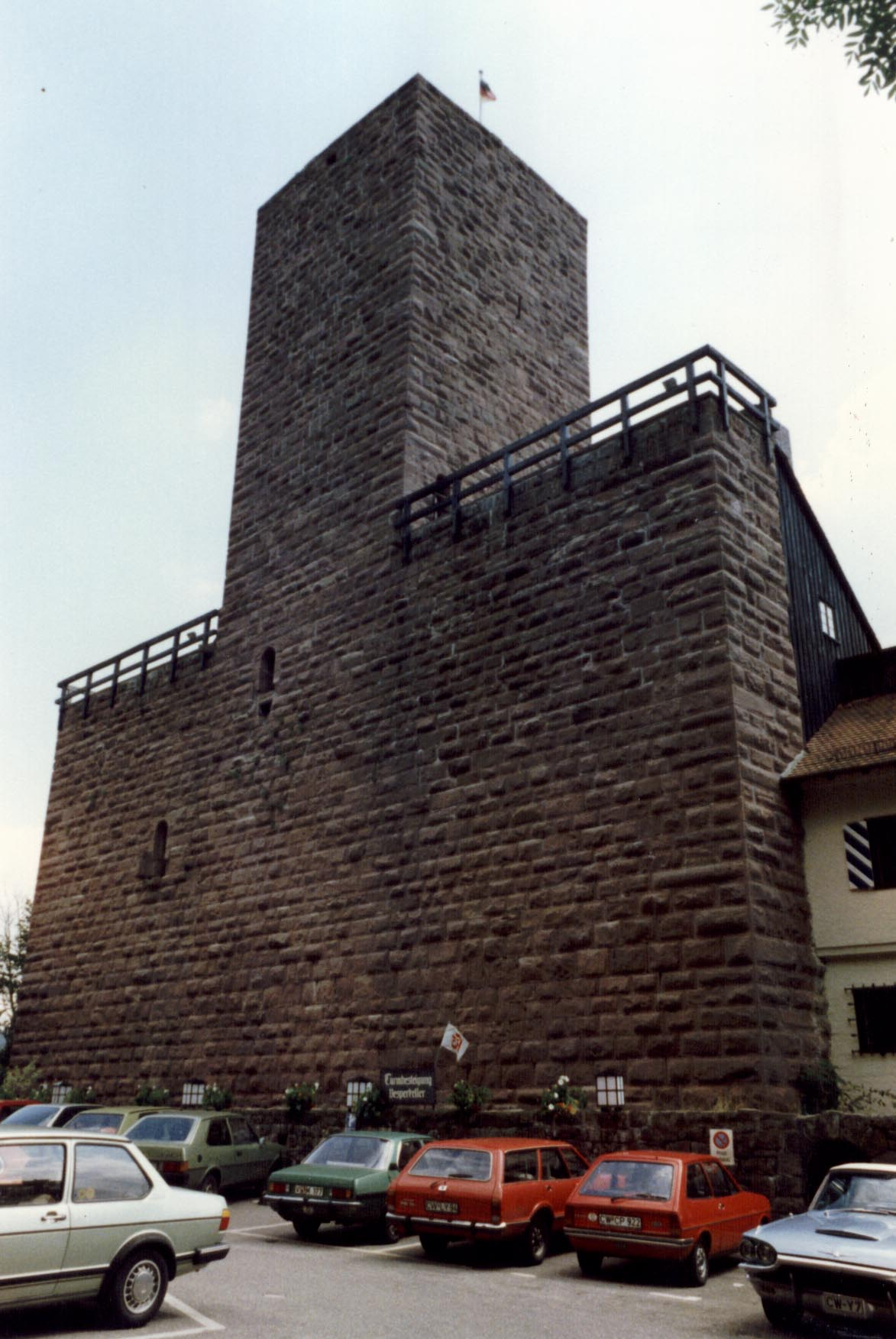
Schildmauer combinado con el bergfried del castillo de Liebenzell.
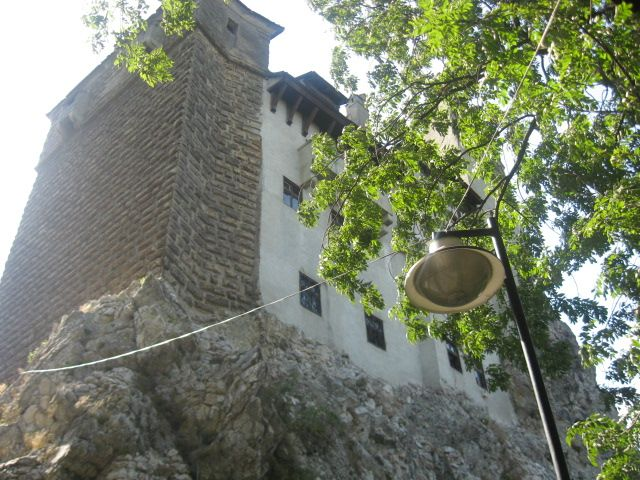
Muro de escudo del Törzburg (castillo de Bran).